# Siphonogorgia alexandri
Siphonogorgia alexandri är en korallart som först beskrevs av Nutting 1908.  Siphonogorgia alexandri ingår i släktet Siphonogorgia och familjen Nidaliidae. Inga underarter finns listade i Catalogue of Life.